# Aphyolebias obliquus
Aphyolebias obliquus är en fiskart som först beskrevs av Costa, Sarmiento och Barrera, 1996.  Aphyolebias obliquus ingår i släktet Aphyolebias och familjen Rivulidae. Inga underarter finns listade i Catalogue of Life.